# Giungla (Clive Cussler)
Giungla è un romanzo scritto da Clive Cussler e Jack du Brul, appartenente alla serie degli Oregon File.

## Trama
Il romanzo inizia nell'anno 1281 quando un generale mongolo al servizio del Gran Khan assedia una città della Cina Orientale, impiegando una straordinaria arma per espugnarla. Il tutto avviene sotto gli occhi dell'inviato dell'imperatore, il veneziano Marco Polo, che ne da testimonianza scritta in una rara edizione completa del libro Il Milione. Molti anni dopo uno studioso riesce a reperire il libro in una sconosciuta biblioteca inglese, ma dopo una conferenza in cui tratta dell'argomento sparisce improvvisamente. Intanto durante una missione in Afghanistan per liberare un indonesiano affiliato ai talebani, gli agenti della Corporation si imbattono in un ostaggio americano e decidono di portare via anche lui. Reclutati a Singapore per una nuova missione in cui devono ritrovare la figlia di un industriale svizzero scomparsa in Birmania, essi scoprono che erano stati ingannati fin dall'inizio, e ha il via l'avventura che si snoda dal Brunei, agli Stati Uniti per finire in Francia, vicino al confine italiano dove scoprono ciò che un misterioso, ricchissimo, magnate indonesiano ha fatto costruire in una miniera di sale abbandonata. Portata a termine la missione Cabrillo pensa che tutto sia tornato a posto, ma una misteriosa telefonata rimette tutto in gioco.

## Edizioni
- Clive Cussler e Jack Du Brul, Giungla, collana La Gaja Scienza, traduzione di Andrea Carlo Cappi, Longanesi, 3 ottobre 2013,  p. 352, ISBN 9788830433595.
- Clive Cussler e Jack Du Brul, Giungla, traduzione di Andrea Carlo Cappi, Tea più, TEA, 23 gennaio 2020,  p. 348, ISBN 9788850256068.